# النصب التذكاري بالسيجومي

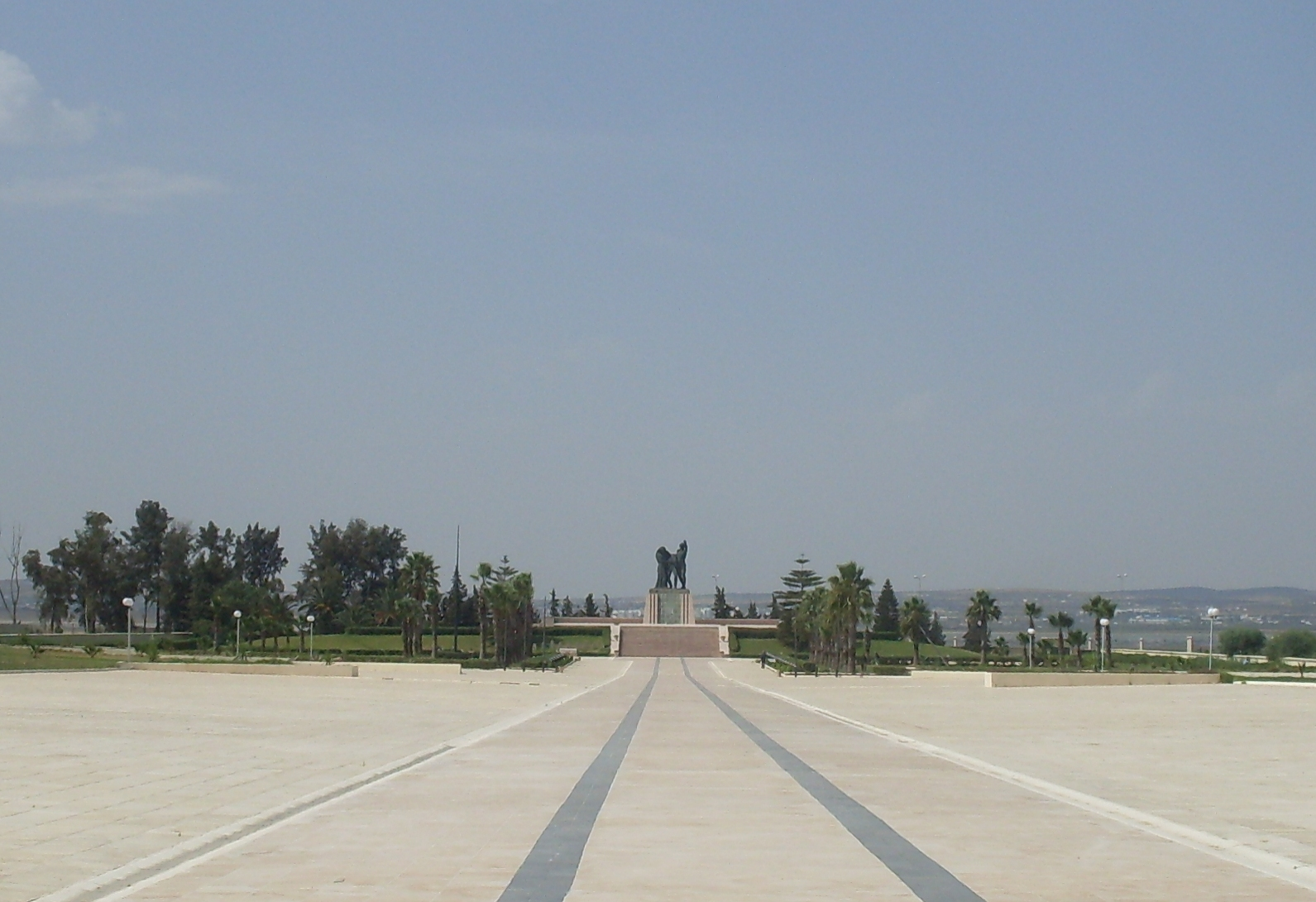
النصب التذكاري بالسيجومي

النصب التذكاري بالسيجومي، هو نصب تذكاري يقع في منطقة السيجومي أقيم تخليدا لشهداء الحركة الوطنية التونسية. صمّم النصب عام 1982 النحات التونسي عمر بن محمود الذي من أعماله كذلك تمثال ابن خلدون القائم في ساحة الاستقلال وسط العاصمة.ينتصب المعلم في ساحة الشهداء التي كانت موقعا لإعدام مقاومين من قبل سلط الاستعمار الفرنسية. تحتضن الساحة والنصب سنويا الاحتفال بعيد الشهداء في ذكرى أحداث 9 أفريل، كما يشكل النصب عادة إحدى المحطات لزيارات الزعماء الأجانب في تونس. يجاور النصب اضرحة لوطنيين اعدم اغلبهم اثناء الثورة المسلحة بين 1952 و1954. في 9 أفريل 2001 دشن في مساحة تحت المعلم متحف للذاكرة الوطنية.